# Glaucopsyche australis
Glaucopsyche australis är en fjärilsart som beskrevs av Grinnell 1917. Glaucopsyche australis ingår i släktet Glaucopsyche och familjen juvelvingar. Inga underarter finns listade i Catalogue of Life.